# وامبینوویتسه
وامبینوویتسه (به لاتین: Łambinowice) یک روستا در لهستان است که در گمینا وامبینوویتسه واقع شده‌است. وامبینوویتسه ۲٬۸۰۰ نفر جمعیت دارد.